# 175 (číslo)
Sto sedmdesát pět je přirozené číslo, které následuje po čísle sto sedmdedesát čtyři a předchází číslu sto sedmdesát šest. Římskými číslicemi se zapisuje CLXXV.

## Chemie
- 175 je nukleonové číslo běžnějšího z obou přírodních izotopů lutecia.[1]

## Matematika
- deficientní číslo
- nešťastné číslo
- nepříznivé číslo

- desetiúhelníkové číslo
- konstanta magického čtverce pro n=7
- V desítkové soustavě je toto číslo rovno 11 + 72 + 53

## Doprava
- Silnice II/175 je česká silnice II. třídy vedoucí na trase Mirovice – Blatná[2]

## Astronomie
- 175 Andromache je planetka hlavního pásu.

## Náboženství a mysticismus
- Podle Bible žil Abrahám 175 let.

## Roky
- 175
- 175 př. n. l.